# Perazzi
«Perazzi» — итальянский производитель спортивного и охотничьего оружия класса Hi-End. Штаб-квартира находится в Брешиа (Ломбардия) Основана Даниэлем Пераци в 1957 году. Предлагает широкий ассортимент спортивных и охотничьих ружей различной компоновки, а также услуги по тюнингу и ремонту высококачественного оружия. Диапазон цен в американских долларах 7,500–440,000. Дробовики производства «Perazzi» нередко были выбором спортсменов олимпийского уровня, например  — Кимберли Роуд, которая с дробовиком 12-го калибра модели MX12 завоевала золотые медали в Атланте на летних Олимпийских играх 1996 года и в Афинах на летних Олимпийских играх 2004 года 

## Интересные факты
Вице-президент США Дик Чейни использовал дробовик 28-го калибра фирмы «Perazzi», когда в 2006 году случайно подстрелил своего друга